# PSV Eutin
Der PSV Eutin (Polizei-Sportverein Eutin von 1956) ist ein Sportverein aus der ostholsteinischen Kreisstadt Eutin. Sowohl im Hallen- als auch im Feldhandball der Herren spielte der PSV in den 1950er- und 1960er-Jahren mehrfach in den damals höchsten Spielklassen. Mit rund 1400 Mitgliedern ist er der größte Sportverein Eutins.

## Geschichte

### Handball
Im Feldhandball gelang den Herren 1958 der erstmalige Aufstieg in die Oberliga Schleswig-Holstein, jedoch konnte man als Siebtplatzierter nicht die Qualifikation für die neu eingeführte Oberliga Nord erreichen, die ab 1959 die höchste zu erreichende Spielklasse für Mannschaften aus Schleswig-Holstein, Hamburg, Bremen und Niedersachsen darstellte. Als Meister der – mittlerweile in Landesliga umbenannten und nun zweitklassigen – höchsten Liga Schleswig-Holsteins gelang jedoch ein Jahr später der souveräne Aufstieg in die neue Spielklasse. Dort konnte der PSV sich fünf Jahre in der Nord-Staffel (Hamburg/Schleswig-Holstein) halten und erreichte mit einem dritten Platz in der Saison 1961 die beste Platzierung der Vereinsgeschichte. Nach dem Abstieg im Jahr 1965 gelang es den Eutinern jedoch nicht mehr, eine Spielklasse oberhalb der Landesebene zu erreichen.
Auch im Hallenhandball schaffte der PSV Anfang der 1960er-Jahre mehrfach den Aufstieg in die Oberliga. 1960/61, 1962/63 sowie von 1964 bis 1967 gehörte der Verein der (bis 1966 erstklassigen) Liga an, auch hier gelang 1961 mit einem dritten Platz die beste Platzierung. Nach der verpassten Qualifikation für die neu eingeführte Bundesliga stiegen die Eutiner 1967 aus der Oberliga ab und konnten 1969 bis 1973 letztmals an der (nun drittklassigen) Spielklasse teilnehmen. Mit Torhüter Rudolf Delfs stellte der PSV in dieser Zeit darüber hinaus einen Nationalspieler, der unter anderem bei der Feldhandball-Weltmeisterschaft 1963 sowie der Hallenhandball-Weltmeisterschaft 1964 zum Einsatz kam.

### Sonstige Abteilungen
Die Volleyball-Herren spielten mehrfach in der Regionalliga, unter anderem in den Spielzeiten 2001/02, 2002/03 und 2012/13. 2013 erreichten die Eutiner dabei den dritten Platz und hätten an den Qualifikationsspielen zur 3. Liga teilnehmen dürfen; jedoch löste sich die Mannschaft zur Folgesaison auf. Die Triathleten starteten zeitweise in der 2. Bundesliga Nord. Im Boxen errang 1966 Hans Karmann die Schleswig-Holsteinische Meisterschaft im Halbschwergewicht vor 2500 Zuschauern in Neumünster.